# Canale di Sealed
Il canale di Sealed (Sealed Passage) si trova in Alaska sud-orientale (Stati Uniti d'America).

## Dati fisici
Il canale fa parte del Borough di Ketchikan Gateway vicino alla città di Ketchikan ed è compreso nell'area marittima Inside Passage e dell'Arcipelago Alessandro (Alexander Archipelago). Con un orientamento sud-ovest / nord-est divide l'isola di Duke (a oriente) da un gruppo di isole (a occidente) a ridosso dell'isola di Annette (Annette Island). Le sue acque inoltre collegano a sud lo stretto di Clarence (Clarence Strait) con a nord lo stretto di Felice (Felice Strait).

### Isole bagnate dallo stretto
Nello stretto sono presenti le seguenti principali isole (da nord a sud):
- Isola di Vegas (Vegas Island)[3] 54°57′59″N 131°28′03″W
- Isola di Hotspur (Hotspur Island)[4] 54°59′06″N 131°30′55″W
- Isola di Werlick (Werlick Island)[5] 54°57′44″N 131°30′59″W
- Isole di Percy (Percy Islands)[6] 54°56′53″N 131°35′04″W

## Storia
Lo stretto è stato nominato per la prima volta in tempi moderni nel 1885 dalla United States National Geodetic Survey (US Coast and Geodetic Survey) e fa riferimento a un nome locale.

## Accessi e turismo
Il canale si può raggiungere via mare (facilmente da Ketchikan) o via aerea (idrovolanti). È una via di accesso da sud alla città di Ketchikan per i trasporti privati. Quelli pubblici utilizzano la parallela via d'acqua più ampia a oriente: il canale di Revillagigedo (Revillagidedo Channel).
Lo stretto si trova nella foresta Nazionale di Tongass (Tongass National Forest).

## Fauna
Nella fauna marina del canale si trovano: balene, leoni marini e aringhe (queste ultime molto numerose). Nel canale si pratica anche la pesca del salmone.